# Castle Adventure
Castle Adventure é um jogo de aventura elaborado por Kevin Bales e lançado originalmente em 1984. Foi incluído ilegalmente também no pacote Keypunch's Swords and Sorcery sob o título Golden Wombat. Foi elaborado em Microsoft BASIC; contudo o código fonte nunca foi disponibilizado. Foi um dos primeiros jogos de RPG para computador e um dos mais difundidos na época.

## Desafio de Entrada
Ao iniciar o jogo, o jogador depara-se com o seguinte aviso:
“Você está preso em um castelo deserto e deve tentar escapar. Há rumores de que o castelo está cheio de tesouros. Você pode encontrá-los todos?”

## O Jogo
O jogador interage com o ambiente através de uma combinação de teclado e uma entrada para a digitação de textos. Itens visível na tela/ecrã podem ser obtidos simplesmente passando o jogador por sobre eles. Para itens que não aparecem na tela/ecrã, o jogador precisa para digitar comandos textuais como: get diamond (pegue o diamante).
A fim de atacar e derrotar os monstros que estão em alguns dos quartos do castelo, o jogador deve possuir uma espada. Para combater os monstros simplesmente se leva o jogador, munido da espada em direção ao monstro e se mantém indo contra o monstro até o desfecho do combate. Embora não haja um indicativo do nível de vida do jogador, este só pode receber apenas uma quantidade finita de danos, após o que morre.
Para completar o jogo, o jogador deve abrir a porta do quarto a partir do qual o jogo começa, libertando-o do castelo.